# 塩入諭
塩入 諭（しおいり さとし、1958年 - ） は、日本の視覚科学者。東北大学電気通信研究所所長や、東北大学総長特別補佐、日本視覚学会会長、映像情報メディア学会副会長などを歴任した。

## 人物・経歴
長野県上田市生まれ。長野県上田高等学校を経て、1981年東京工業大学工学部機械物理工学科卒業。1983年東京工業大学大学院総合理工学研究科物理情報工学専攻修士課程修了。1986年東京工業大学大学院総合理工学研究科物理情報工学専攻博士後期課程修了（工学博士）。
同年東京工業大学総合理工学研究科研究生、モントリオール大学博士研究員。1989年国際電気通信基礎技術研究所視聴覚機構研究所研究員。1990年千葉大学工学部画像工学科助手。1992年日本光学会常任幹事。1995年千葉大学工学部画像工学科助教授。2004年千葉大学工学部メディカルシステム工学科教授。
2005年東北大学電気通信研究所教授。2008年日本視覚学会会長。2018年東北大学電気通信研究所所長。2021年映像情報メディア学会副会長。2022年東北大学総長特別補佐（研究担当）。静岡大学電子工学研究所外部評価委員、NHK放送技術審議会委員等も務めた。

## 受賞
- 1988年 Fight for Sight ARVO '87 Best Poster Award[5]
- 1999年 照明学会論文賞[5]
- 2000年 映像情報メディア学会丹生高柳著述賞[5]
- 2003年 応用物理学会光学論文賞[5]